# Ana Lucrecia Taglioretti
Ana Lucrecia Taglioretti (25 tháng 12 năm 1995 – 7 tháng 1 năm 2020) là một thần đồng và là nghệ sĩ vĩ cầm người Paraguay. 
Là một người khiếm thị bẩm sinh, Taglioretti bắt đầu học nhạc từ năm 5 tuổi với đàn dương cầm, sau đó cô học hát và cuối cùng là tập trung vào vĩ cầm. Cô từng là thành viên của Dàn nhạc Giao hưởng Quốc gia Paraguay vào tháng 4 năm 2014, đồng thời nhiều lần được mời tham gia các chương trình truyền hình gây quỹ Teletón Paraguay. Taglioretti từng tham dự các sự kiện của Liên Hợp Quốc tại Paraguay và các sự kiện của tổ chức Global Infancia. Cô cũng tham gia các lễ hội âm nhạc trong nước, quốc tế và biểu diễn cùng các nghệ sĩ như Carlos Vives, Rolando Chaparro và Lizza Bogado. Vào ngày 23 tháng 9 năm 2019, Taglioretti cùng với các nhạc sĩ khác của Dàn nhạc Giao hưởng Quốc gia đã tham gia vào một buổi hòa nhạc thiện nguyện để giúp đỡ các gia đình từ khu vực Chaco ở Paraguay bị ảnh hưởng bởi hạn hán và cháy rừng.
Taglioretti được tìm thấy trong tình trạng đã qua đời vào chiều ngày 9 tháng 1 năm 2020 tại nhà riêng. Khám nghiệm tử thi cho thấy cô đã không phải chịu cái chết đau đớn.

## Cuộc sống đầu đời và giáo dục
Taglioretti sinh non ba tháng vào ngày 25 tháng 12 năm 1995 và chỉ nặng 900 gam. Sau ba tháng phải nuôi trong lồng kính, cô được xuất viện nhưng bị cha mẹ đẻ bỏ rơi. Hội Chữ thập đỏ của Paraguay đã nhận chăm sóc Taglioretti cho đến khi cô được nhận làm con nuôi. Tuy nhiên sau đó, cô lại bị bỏ rơi lần nữa khi người nhận nuôi biết được bệnh mù bẩm sinh của mình. Sau đó cô được nhận nuôi bởi một giáo viên dạy nhạc. Năm 2007, mẹ nuôi của cô cho biết Taglioretti mắc chứng bệnh chậm phát triển tâm lý, đó là lý do tại sao bà không cho cô vào trường học thông thường mà sẽ dạy bằng giáo trình cá nhân ở nhà, trực tiếp tổ chức các kỳ thi với Bộ Giáo dục.
Taglioretti học nhạc từ năm 5 tuổi, cô bắt đầu với dương cầm. Khi lên 6, cô tham gia Đội hợp xướng điều dưỡng quốc tế Luque (Coro del Sanatorio Internacional de Luque). Vào năm 2003, cô tham gia dự án dàn nhạc Sonidos de la Tierra, tạm dịch là "Âm thanh của Trái Đất". Sau đó Taglioretti chọn đột phá trong âm nhạc, cô nói rằng mình đã dừng chơi dương cầm để học hát, sau đó lựa chọn giữa chơi đàn hạc và vĩ cầm, cuối cùng cô đã rời bỏ ca hát để tập trung sự nghiệp vĩ cầm sau này. Năm 2005, cô tiếp tục học tại Nhạc viện Quốc gia và sau đó là thành viên của một trong các dàn nhạc của Nhạc viện Miranda.

## Sự nghiệp

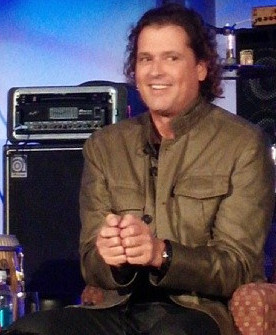
Carlos Vives vào tháng 10 năm 2013. Ông là người đã mời Ana Lucrecia biểu diễn cùng mình sau khi cô đến buổi hòa nhạc của ông mà không có vé

Sau những năm học tập và làm việc tại nhạc viện, Taglioretti gia nhập nhóm nhạc Sonido Urbano cùng với Jimena Ramírez và Rodrigo Espinosa, người đã khai mạc buổi hòa nhạc Harp Twins tại Trung tâm Văn hóa Mỹ-Paraguay vào tháng 10 năm 2014.
Năm 2010, cô phát hành đĩa thu âm đầu tay của mình với sự hỗ trợ của Tổ chức Ân xá Quốc tế trong khuôn khổ chiến dịch Un violín a favor de los derechos humanos (tạm dịch là Một cây vĩ cầm cho Nhân quyền). Vào năm 2011, cô được trao Giải thưởng Nhà lãnh đạo trẻ của năm do Quỹ Lãnh đạo Paraguay trao tặng. Taglioretti tham gia Dàn nhạc Giao hưởng Quốc gia của Paraguay vào tháng 4 năm 2014, và nhiều lần được mời tham gia các chương trình telethon như Teletón Paraguay, cũng như các sự kiện Global Infancia và của Liên Hợp Quốc tại Paraguay. Taglioretti cũng là một thành viên trong dàn nhạc thính phòng của dàn nhạc Quốc gia Paraguay. Năm 2017, một buổi hòa nhạc mang tên A Movie Night về các bản nhạc phim nổi tiếng mà cô tham gia do dàn nhạc thính phòng của Dàn nhạc Giao hưởng Quốc gia tổ chức biểu diễn đã gây được sự chú ý và đón nhận nồng nhiệt từ công chúng. Trong bữa tiệc được tổ chức kỷ niệm 201 năm ngày Tuyên ngôn Độc lập Quốc gia của Argentina, cô và nghệ sĩ dương cầm Gloria Cresta đã biểu diễn nhiều tác phẩm với những bản tango như "Nueve de Julio" và "Derecho viejo" cùng những tiết mục khác.
Cô cũng đã từng biểu diễn với các nghệ sĩ như Carlos Vives, Rolando Chaparro và Lizza Bogado. Cô còn là khách mời đặc biệt trong chương trình "Giờ Trái Đất" của tổ chức WWF diễn ra tại Mariscal López Shopping, Paraguay vào năm 2011 do nhạc sĩ Rolando Chaparro dẫn dắt buổi hòa nhạc.
Về màn trình diễn với Vives, Taglioretti nói rằng đây là một sự việc nằm ngoài kế hoạch và bất ngờ. Taglioretti là một người hâm mộ nam ca sĩ từ khi còn bé, và cô đã đến buổi hòa nhạc của ông vào tháng 10 năm 2013 mà không có vé. Taglioretti đã không mong đợi mình được mời vào, nhưng sau đó cô đã được nhận ra bởi ban nhạc cumbia Grupo 5, khi họ nhìn thấy Taglioretti ở phía sau sân khấu. Vives cũng nhận ra nữ nghệ sĩ và ông bước đến gần cô để biểu diễn cùng.
Taglioretti đã tham gia các lễ hội âm nhạc trong nước và quốc tế. Cô nói rằng mình thích chơi trong một nhóm nhạc hoặc dàn nhạc hơn là một nghệ sĩ độc tấu. Vào ngày 23 tháng 9 năm 2019, Taglioretti cùng với các nhạc sĩ của Dàn nhạc Giao hưởng Quốc gia Paraguay đã tham gia vào một buổi hòa nhạc thiện nguyện để giúp đỡ các gia đình Chaco ở Paraguay bị ảnh hưởng bởi hạn hán và cháy rừng. Họ thu thập quần áo và đồ ăn bảo quản lâu cho các nạn nhân.

## Đời tư
Vào tháng 9 năm 2012, có thông tin cho rằng Taglioretti là nạn nhân của những vụ ngược đãi gia đình dưới bàn tay của mẹ nuôi. Đã có nhiều lần cô bị phát hiện trong tư thế ngủ trên ghế ngoài vườn sau khi không được cho vào nhà, đôi khi còn có cả cây vĩ cầm và quần áo để xung quanh khu vườn. Sau những lời khai báo và sự lo lắng của hàng xóm sau khi cô nhắc đến việc tự tử để giải thoát, cảnh sát cuối cùng đã tiến hành một cuộc điều tra. Những khai báo của hàng xóm bao gồm đoạn video Taglioretti đang nói chuyện tại một trong những ngôi nhà của họ khi cô trốn đến đó để ăn tối. Trong video, Taglioretti nói rằng cô đã trốn khỏi nhà vào tháng 3 năm 2012 để đến báo cảnh sát, nhưng đã bị người mẹ bắt lại và dùng lời nói uy hiếp. Sau khi lắng nghe được mong muốn của cô, một tòa án đã xét xử rằng Taglioretti sẽ có một gia đình thay thế. Khi đó, cô mới 16 tuổi và sẽ được sống với họ cho đến năm 20 tuổi.

## Qua đời
Taglioretti được tìm thấy trong tình trạng đã qua đời vào chiều ngày 9 tháng 1 năm 2020 trong căn hộ nơi cô sinh sống. Sau khi mẹ cô bấm chuông và gọi nhưng không thấy cô trả lời, mẹ cô đã gọi cho thợ sửa khóa. Người ta ước tính rằng thi thể của cô được tìm thấy khoảng 48 giờ sau khi qua đời. Vào thời điểm qua đời, cô sống trong một căn hộ nằm trên đường Piribebuy, giữa Chile và Alberdi, ở Asunción. Vào ngày 10 tháng 1 cùng năm, công tố viên dẫn đầu cuộc điều tra đã đưa ra một tuyên bố trong kết quả khám nghiệm tử thi rằng nguyên nhân nữ nghệ sĩ qua đời không liên quan đến một cái chết đau đớn, vì thi thể "không có bất kỳ dấu hiệu gãy xương nào" hoặc "chấn thương", và ám chỉ rằng cô qua đời vì nguyên nhân tự nhiên.
Silvio Chirife, bác sĩ pháp y của Bộ Hành chính cho biết: “Những gì tôi có thể nói sơ bộ là thi thể đã ở trong tình trạng phân hủy nặng." Ông đã loại trừ khả năng thi thể của nghệ sĩ có dấu hiệu của những vết thương thể xác. Bộ Hành Chính của nước này giải thích rằng các kết quả khám nghiệm tử thi tiếp theo được dự kiến công bố sau ba tuần. Theo những người thân cận với Taglioretti, gia đình cô có tiền sử bệnh tim nên nguyên nhân cho cái chết của cô là ngừng tim vẫn chưa được bác bỏ.

### Tưởng nhớ
Ana Lucrecia Taglioretti được đưa tới nơi an nghỉ cuối cùng vào lúc 9 giờ sáng ngày 11 tháng 1 năm 2020 tại nghĩa trang Recoleta. Cả Thư ký Văn hóa Quốc gia và Dàn nhạc Giao hưởng Quốc gia của nước Paraguay đều bày tỏ lòng tiếc thương đối với cái chết của nữ nghệ sĩ và gửi lời chia buồn cùng gia đình. Trong buổi lễ trao Giải thưởng Cộng hòa và Giải thưởng Trẻ em Mártires de Acosta Ñu năm 2020, những người tham dự buổi lễ đã dành một tràng pháo tay để tri ân Ana Lucrecia Taglioretti. Nghệ sĩ guitar Rolando Chaparro đã viết rằng: “Lucre, ta rất tiếc vì sự ra đi của cháu. Cháu đã để lại cho chúng ta tất cả sự đau buồn và nỗi cô đơn”. Ông cho biết thêm rằng “Kể từ khi chúng tôi gặp nhau, tôi đã theo dõi quá trình trưởng thành trong âm nhạc của cô bé, và tôi có thể nói rằng cô bé là một thiên tài biết chơi đàn, biết hát; đó là một niềm vui thuần khiết." Chaparro đã nhiều lần nói cô là một phần trong các buổi biểu diễn của ông.

## Nhận định
Vũ công tango Vicky Arditti, một trong những người đã nhìn thấy tài năng của Taglioretti khi cô mới 13 tuổi đã nhận xét rằng "cô ấy là thiên thần, có sức hút và một thiên hướng tốt, đáng tin cậy, có trách nhiệm và rất chuyên nghiệp”. Dàn nhạc giao hưởng quốc gia Paraguay cũng cho rằng Taglioretti là một "đồng nghiệp gương mẫu" và cho biết thêm rằng ở bè vĩ cầm cũng như trong vai trò độc tấu "cô ấy luôn thể hiện tài năng tuyệt vời". Bettina Taborda, giám đốc tại một trường nghệ thuật cho biết: “Nhớ đến Lucrecia là nhớ về một vật thể chiếu sáng, người luôn luôn mỉm cười" và nhận định cô là "một học sinh xuất sắc."